# 渡辺格 (動物評論家)
渡辺 格（わたなべ ただし、1937年4月22日 - ）は、日本の文筆家、動物評論家。

## 経歴
東京に、フランス文学者・渡辺一夫の長男として生まれる。東京都立小石川高等学校卒、東京大学教養学部教養学科フランス科卒。
大学卒業後、日本航空に入社、パリ、ブリュッセルに9年間滞在。1994年退社し、ヨーロッパ流の犬の飼い方に関心をもち著作、翻訳を行う。趣味の釣りに関する著作もある。

## 著書
- 『つれない釣の話』（鎌倉書房） 1982
- 『ヨーロッパ式 犬の育て方・しつけ方』（鎌倉書房） 1989
- 『愛犬 同伴犬の育て方・しつけ方』（日東書院） 1995
- 『犬を最高の友にするヨーロッパ式訓練』（実業之日本社） 1995
- 『イラストでわかる犬のしつけ方 愛犬の将来は最初の1年で決まる 正しい欧米流の同伴犬のしつけ方』（新星出版社） 1996
- 『定年おめでとう』（講談社） 2005
- 『臍まがりフランス旅行 一流レストランより家庭料理を訪ねて』（実業之日本社） 2005
- 『釣りを知らずに老いるなんて!』（つり人社） 2007

### 共著
- 『愛犬のトラブル100 必ず直せるしつけ方 従来の間違った常識を打ち破る欧米流正しい同伴犬のしつけと飼い方』（小林豊和, 藤原良已共著、新星出版社） 1998
- 『あきらめないで! 必ず直せる愛犬のトラブル』（古銭正彦共著、新星出版社） 2002
- 『愛犬を賢く育てる「魔法のクリッカー」 中高年のための犬の飼い方・しつけ方』（石和田陽一共著、PHPエル新書）　 2003
- 『あなたの犬のしつけは間違いばかり! 愛犬との心の絆、本当にできていますか? 必修! 飼い主の教科書』（伊藤孝太郎共著、誠文堂新光社） 2010
- 『最新 犬の問題行動診療ガイドブック 薬物療法・行動療法による実例を集録』（荒田明香, 藤原良已共著、誠文堂新光社） 2011

## 翻訳
- 『愛犬のトラブル解決法』（ビル・キャンベル、鎌倉書房） 1991、のち新星出版社
- 『シベリアン・ハスキー大百科』（J・バレリーノ、誠文堂新光社） 1993
- 『犬の行動学』（エーベルハルト・トルムラー、中央公論社） 1996、のち文庫
- 『問題犬は直せる! フランス獣医のしつけと処方箋』（フィリップ・ドゥ・ウェーリー、小林豊和医事訳監修、実業之日本社） 1999
- 『細菌と人類 終わりなき攻防の歴史』（ウィリー・ハンセン, ジャン・フレネ、中央公論新社） 2004、のち文庫
- 『ナポレオンの戦役』（ローラン・ジョフラン、中央公論新社） 2011

### ジョエル・ドゥハッス
- 『犬のしつけは6か月で決まる』（ジョエル・ドゥハッス, コレット・ビュイゼール、マガジンハウス） 1996
- 『どうする! ウチの問題犬』（ジョエル・ドゥハッス, コレット・ビュイゼール、マガジンハウス） 1998
- 『犬を真面目に考える 行動学からみた犬のしつけ』（ジョエル・ドゥハッス、岩波書店） 1999
- 『うちの猫はおりこうさん? ヨーロッパ式「マンション猫」のしつけ』（ジョエル・ドゥハッス、塚田導晴共訳、マガジンハウス） 2001
- 『犬たちの知られざる超能力』（ジョエル・ドゥハッス、塚田導晴共訳、早川書房） 2002
- 『うちの子犬は悪い子 問題行動の原因と対策』（ジョエル・ドゥハッス、中公文庫） 2002

## 参考
- http://bookweb.kinokuniya.co.jp/htm/4120041905.html
- 『渡辺一夫著作集』第14巻 年譜